# Zhang Henshui
Zhang Henshui (vereenv. Chin. 恨水) (Jiangxi, 18 mei 1895 - Peking, 15 februari 1967) was een Chinees schrijver van populaire literatuur, vooral bekend in de jaren 30 van de twintigste eeuw.

## Jeugd
Zhang Henshui werd geboren in de provincie Jiangxi, maar zijn familie was afkomstig uit het district Qianshan in de provincie Anhui. Zijn grootvader had in het leger gezeten, en was zo in Jiangxi terechtgekomen. Daar werd hij brigadecommandant, een positie die in die tijd militaire als civiele functies combineerde. Zhangs vader werd secretaris van zijn grootvader.
Zhang hield al op jonge leeftijd veel van literatuur, van tijdschriften tot poëzie. Hij begon al vroeg zelf gedichten te schrijven.
In 1912 overleed Zhangs vader, en de familie verhuisde terug naar Qianshan. Daar werd Zhang in 1914 door een neef uitgenodigd om mee te gaan met een reizende theatergroep, die 'verlicht drama' (in tegenstelling tot opera en dergelijke) opvoerde. Zhang trok een jaar met ze mee, hij schreef advertenties en scripts, en acteerde ook als dat zo uitkwam. Dit jaar van rondtrekken gaf hem gelegenheid alle lagen van de Chinese maatschappij te observeren. Maar veel geld bracht dit alles niet op, en uiteindelijk kwam Zhang weer naar huis. Later zat hij nog enige maanden bij een andere theatergroep in Suzhou, maar met hetzelfde resultaat.

## Schrijver
Een aantal jaren hierna nam Zhang Henshui een baan over van een vriend: hij werd hoofdredacteur van een krant in Wuhu (Anhui). Hier begon zijn schrijverscarrière. Zhang schreef journalistieke artikelen, maar schreef ook vervolgverhalen om in deze en andere kranten te publiceren.
Het jaar daarop, in 1919, verhuisde Zhang naar Peking, waar hij wederom werk vond als journalist en ook verderging met romans schrijven. Hij voelde zich erg thuis in Peking, en het was hier dat hij een aantal van zijn bekendste werken schreef.

## Echtgenotes
Zhang Henshui is drie keer getrouwd. Zijn eerste huwelijk, met Xu Wenshu, was door zijn ouders gearrangeerd. Zhang verliet haar al snel, maar bleef haar wel onderhouden. Xu Wenshu stierf in 1958.
In 1926 trouwde Zhang voor de tweede keer, met Hu Qiuxia, die hij had uitgezocht van een foto. Samen kregen ze een zoon en een dochter. Hu Qiuxia had weinig onderwijs gehad, en het echtpaar had waarschijnlijk weinig gemeen. In 1949 ging ze bij haar zoon wonen. Ze overleed in 1982.
Zhangs derde vrouw, Zhou Shuyun, was wel goed opgeleid en zeer ontwikkeld. Ze hield veel van Zhangs werk, en werd door zijn zus aan hem voorgesteld. Kort hierna trouwden ze. Zhang Henshui en Zhou Shuyun kregen zes kinderen.

## Oorlog
Tijdens de Chinees-Japanse oorlog verbleef Zhang in de nationalistische hoofdstad Chongqing. Nadat de communisten de daaropvolgende burgeroorlog hadden gewonnen was Zhang daarom verdacht, maar hij had enige kritische dingen geschreven over de nationalistische regering, en had bovendien wat goede contacten met hoge CCP-ers, waardoor hij niet in de problemen kwam.

## Communistisch China
- Bibliothèque nationale de France: cb12261247g (data)
- CiNii: DA07176606
- Gemeinsame Normdatei: 118963562
- International Standard Name Identifier: 0000 0000 8180 6129
- Library of Congress Control Number: n81038900
- Bibliotheek van het Japanse parlement: 00317874
- Nationale Bibliotheek van Tsjechië: jo2007266228
- Nationale Bibliotheek van Israël: 987007435303205171
- Nederlandse Thesaurus van Auteursnamen: 142194573
- Système universitaire de documentation: 031388329
- Virtual International Authority File: 112992711
- WorldCat: E39PBJmP4RxwMdQF69ky6kRHYP